# Ptychohyla legleri
Ptychohyla legleri är en groddjursart som först beskrevs av Taylor 1958.  Ptychohyla legleri ingår i släktet Ptychohyla och familjen lövgrodor. IUCN kategoriserar arten globalt som starkt hotad. Inga underarter finns listade i Catalogue of Life.